# Forlaget Rhodos
Forlaget Rhodos er et dansk forlag grundlagt i 1959 af videnskabsjournalist og redaktør Niels Blædel (1917-2011) og hans hustru kunstneren Strit Blædel (1925-2017). 

## Forlagets historie og udgivelser
Fra begyndelsen udgav Forlaget Rhodos store værker om kunst, etnografi og naturvidenskab, bl.a. den store Grønlandsserie. Fra slutningen af 1960'erne og i 1970'erne udgav forlaget også debatskabende bøger om samtidsemner, sideløbende med serien Bibliotek Rhodos redigeret af bl.a. Mihail Larsen og Claus Clausen (ansat 1968). Larsen og Clausen udgav bøger af bl.a. Roland Barthes, Daniel Cohn-Bendit, Che Guevara, Michel Foucault og Karl Marx. Serien huskes også for sin ydre form som var forgivet af Michael Malling med karakteristiske stærke farver og kraftig typografi. Fra midt 80'erne udfasede forlaget udgivelse af politisk debatlitteratur helt og har siden haft fokus rettet på forlagets kerneområde inden for formidling af kunst, design, etnografi og naturvidenskabelige emner. 
Siden 1976 har forlaget udgivet Naturlommekalenderen frem til 2011 redigeret af Niels Blædel og tidligere direktør for zoologisk have Bent Jørgensen. Naturlommekalenderen redigeres nu af Gertrud Jensen i samarbejde med Michael Stoltze. 
Litteraturtidsskrifterne Luftskibet og siden Den Blå Port blev udgivet sideløbende med Tidsskriftet Naturens Verden. Naturens Verden (1917-2008) blev udgivet frem til 2008 da fonden bag tidsskriftet indstillede sit virke. 
I 1988 startede stifternes søn redaktør og grafisk tilrettelægger Ruben Blædel (f. 1962) på forlaget, først i den grafiske produktion og siden i ledelsen af forlaget sammen med Niels Blædel. 
Fra 1990 påbegyndtes samarbejdet med dr. phil. Mirjam Gelfer Jørgensen om udviklingen af kunsthistoriske tidsskrift Scandinavian Journal of Design History som udkom i 15 årgange. Med Mirjam Gelfer Jørgensen som forfatter og redaktør udkom også de to store værker Dansk Jødisk Kunst og Guldalderdrømmen - begge på både dansk og engelsk.
Ligeledes fra starten af 1990'erne påbegyndte Forlaget Rhodos arbejdet med den store nomadeserie " The Carlsberg Foundation Nomad Research Project" i samarbejde med Carlsbergfondet, med etnograf Ida Nicolaisen som hovedredaktør. Serien tæller værker af bl.a. Klaus Ferdinand, Ida Nicolaisen, Schuler Jones, Inge Demant Mortensen, Martha Boyer og Henny Harald Hansen. Med Dobbeltbindet Exploring Central Asia forsvarede forfatteren dr. phil Esther Fihl sin doktorgrad. 
I 1999 købte Ruben Blædel forlaget af Niels Blædel. 
I 2003, efter at have holdt til i Niels Brocks Gaard i Strandgade, København i godt 35 år flyttede forlaget fra København til Holtegaard udenfor Humlebæk i Nordsjælland. Samme år indtrådte Gertrud Jensen (ansat 1997) som partner i forlaget.
I den store grønlandsserie udkom i 2006 jubilæumsværket Arktisk Station 1906-2006 og bogen Hans Lynge – en grønlandsk kulturpioner.
I 2007 udkom bl.a.Dansk Trækfugleatlas i samarbejde med Zoologisk Museum og Thomas Bjørnebo Berg:  "Zackenberg – En Arktisk Perle i den Nordøstgrønlandske National Park" samt bogen "Shortcuts" om designeren Erik Magnussen skrevet af Henrik Sten Møller.
I 2008 udkom bl.a. Vibeke Andersson Møller: "Farver I Funktionalismen" og to binds værket " Aluminia" af E.W. Flensborg
I 2009 udkom bl.a. Mette Lund Jørgensen: "Valby Bakke"
I 2010 udkom bl.a. Mytte Fentz: "The Kalasha – Mountain People of the Hindu Kush" og Jørgen Jørgensen: "Glæden ved at bo – Jørn Utzon og Romerhusene i Helsingør" og Tre-binds værket " Pompejanske Rumudsmykninger i 1800-tallets Danmark" af Kirsten Nørregaard Pedersen
I 2011 udkom bl.a. Bonnie Mürsch: Noahs Ark – En Billedbog med Rim og Remser om Dyr i By og Bur – Fotograferet af Jens Frederiksen – og Jørgen Henneke: Guld og Grønne Skover – om Københavner Plantagerne i Jylland.
I 2012 udkom bl.a. René Kural og Torben Eskerod: "Out!- om Dansk Tennis Club og Tennisspilleren Leif Rovsing"
I 2013 udkom bl.a. Vibeke Andersson Møller: "Danske Kunstnertapeter" i samarbejde med Nationalmuseet og Syddansk Universitetsforlag
I 2014 udkom bl.a. Minna Heimbürger: "Maleren Eberhart Keilhau 1624-1687", Kirsten Nørregaard Pedersen "Kastrup Værk - Bryggergården 1749-1900" og Bettina Lamm, René Kural og Anne Wagner: "Playable - bevægelsesinstallationer i by og Landskabsrum" 
I 2015 udkom bl.a. "Det talende levende menneske - Festskrift for Karsten Fledelius"
I 2016 udkom bl.a. Jørgen Witte: "Rosendals Historie" og Mette Lund Jørgensen: "Krebs – portræt af et forfatterskab"

## Priser og udmærkelser
I 1951 modtog Niels Blædel Cavlingprisen "Som anerkendelse af hans journalistiske initiativ og talentfulde gennemførelse af kampen for en forbedring af vilkårene for dansk videnskab".
I 1978 modtog Niels Blædel "EEC Science Writer Reward"
I 1988 modtog Niels Blædel H.C.Ørsted Medaljen
I 1997 modtog Ruben Blædel Forening for Boghaandværks diplom for fremragende faglig indsats. 
Forlagets fokus på høj designmæssig såvel som produktionsteknisk kvalitet har været gennemgående, hvilket blev udmøntet i at forlaget i år 2000 modtog F. Hendriksen Medaljen fra Forening for Boghaandværk. Niels og Ruben Blædel modtog medaljen i fællesskab 
I 2002 modtog redaktør og grafisk designer Gertrud Jensen Forening for Boghaandværks diplom for fremragende faglig indsats, bl.a. for hendes arbejde med Mirjam Gelfer Jørgensens bog Guldalderdrømmen. 
I 2011 D. 5 maj modtog Ruben Blædel Albertsen Fondens pris for på fremragende vis at have formidlet viden om Design og Kunsthåndværk. 

## Suzanne Brøgger
Forfatteren Suzanne Brøgger debuterede på Forlaget Rhodos med Fri os fra kærligheden i 1973 og siden fulgte; 1975; Kærlighedens veje & vildveje, 1978; Creme Fraiche, 1979; En gris som har været oppe at slås kan man ikke stege; 1980; Brøg, 1981; Tone, 1984; JA, 1986; Den pebrede susen, 1988; Edvard og Elvira; 1990; Min verden i en nøddeskal, 1991; 'Efter Orgiet'. 